# メルボルン近郊環状線
郊外環状線（SRL）は、オーストラリアのメルボルンの鉄道網で提案されている鉄道路線であり、中央ビジネス地区（CBD）から距離が15-25キロメートルの郊外地区をつなぎ、全長約90キロの鉄道路線である。 かつてはいくつかの鉄道環状線計画が提案され、メルボルンの歴史に通してその一部は建設されたが、2018年に郊外環状線はダニエルアンドリュース 首相が率いるビクトリア州 労働党政府がその11月の州選挙に向けた公約として発表した際に、大きな注目を集めた。 
SRLの建設には25年以上かかり、500億豪ドル以上の費用がかかる。ルートのかなりの部分は、まったく新しい鉄道線形に沿って地下に建設されますが、西半分はメルボルン空港の鉄道リンクと既存のディアパーク-ウェストウェリビー鉄道線と共有または形成される。建設と運用のステージングのために、4つの異なるセクションが特定されている。
SRLの最初の計画は、発表前に秘密裏に実行され、計画が発表されたとき、宣伝が広まった。SRL計画は、その長期的なビジョンと野望、およびメルボルンの輸送ネットワークが直面する困難に対する革新的な解決策として称賛されたが、その明白な政治的動機と莫大なコストのために批判された。
メルボルンの交通ネットワークは、19世紀後半に大幅に発展した。このとき、鉄道の新たに利用可能になった技術により、市内中心部から離れた人口が増加した。その結果、ほぼ放射状のネットワークが開発され、次の世紀にかけて、CBDを出入りする大量の通勤者の流れに焦点を当てた都市開発のモデルが強化された。さらに、1969年のメルボルン交通計画をきっかけに高速道路建設プログラムが行われ、郊外の構造が強化され、自動車への依存が導入された。従来の鉄道ネットワークでは対応できなかった新しい開発地域へ結果としてメルボルンは、同程度の規模の多くの都市とは異なり、20世紀にわたって周辺地域に主要な雇用センターや人口の密集地を開発しなかった。
多くの軌道線は、鉄道開発のピーク時に建設されたが、ほとんどが乗客と物品の必要な交通を引きつけず、20世紀後半まで持続可能。外側の円から走った、オークリーにダンデノンラインにフェアフィールド上Hurstbridgeラインを経由してグレンウェイバリーとリリーデールが一部としてリニューアルオープンしたものの、ラインは1897年で1888年と1891年の間に建設された。ザ・インナー・サークルは現代のリンク高磁場とMerndaラインが1888年に開かれたが、1941年に乗客に閉鎖されたアルビオン-Jacanaラインとニューポート・サンシャインラインを同様の目的を実行するのに乗客のトラフィックを運ぶために意図されていなかった。
20世紀後半、メルボルン郊外間の軌道旅行を可能にすることに関心が高まる。1969年の計画には、多くの軌道高速道路が含まれていたが、そのほとんどすべてがその後の数十年間に建設された。M80環状道路に外側の西部と北部の郊外スルーを1989年から1999年の間に段階的に建設され、そしてその完了の時点で、センタリング、西部郊外の大規模な経済ブームのための一因となっているために、存の放射状ルートとの交点にその支持者によって主張。東部郊外を通る同様の軌道高速道路であるEastLinkは、2008年にオープンしたが成功率は低く、平行幹線のトラフィックを有意に削減できなかった。スプリングベールロードのための詳細な計画北東のリンク軌道ルートを完了するために、環状道路やEastLinkを接続、建設して、2018年計画を2027年の完成を予定しているので2020年に事業開始される予定。
1990年以降の軌道道路輸送への投資にもかかわらず、公共輸送ネットワークの構造はほとんど変わらなかった。1930年以降、新しい郊外鉄道線はなく、主要路線の渋滞により路面電車はますます遅延した。2002年から、SmartBusプログラムは、郊外の公共交通機関に対する都市の急増するニーズを満たすために、3つの軌道バス路線を導入した。以前は大量輸送なしで新しい回廊にサービスを提供したことに加えて、バスは頻繁ではない周回ルートの既存のネットワークとは対照的に、比較的高い頻度で直接ルートに沿って運行されていた。その結果、SmartBusルートはメルボルンで最も頻繁に使用されるようになり、将来の公共交通ネットワークを再構築するためのモデルとして広く称賛された。